# Sous les palétuviers
 (janvier 2025).
Si vous disposez d'ouvrages ou d'articles de référence ou si vous connaissez des sites web de qualité traitant du thème abordé ici, merci de compléter l'article en donnant les références utiles à sa vérifiabilité et en les liant à la section « Notes et références ».
Sous les palétuviers est une chanson française écrite et composée par Henri Duvernois et Moisés Simóns. Elle fait partie de l'opérette Toi, c'est moi, créée en 1934. Elle est alors interprétée en duo par le chanteur d'opérette René Koval et l'actrice Pauline Carton, connue pour sa carrière de second rôle, qui la reprendra plus tard avec André Berley. De l'opérette est tiré le film Toi, c'est moi, sorti en 1936. 
L'utilisation du trompe-oreilles donne aux paroles de cette chanson son caractère comique. Leur côté burlesque, volontaire ou involontaire, vient du fait que Pedro et Honorine caressent l'idée de batifoler ensemble sous les palétuviers, or les palétuviers poussent dans des marais inondés à marée haute et dont le sol est de la vase gorgée d'eau.

## Paroles

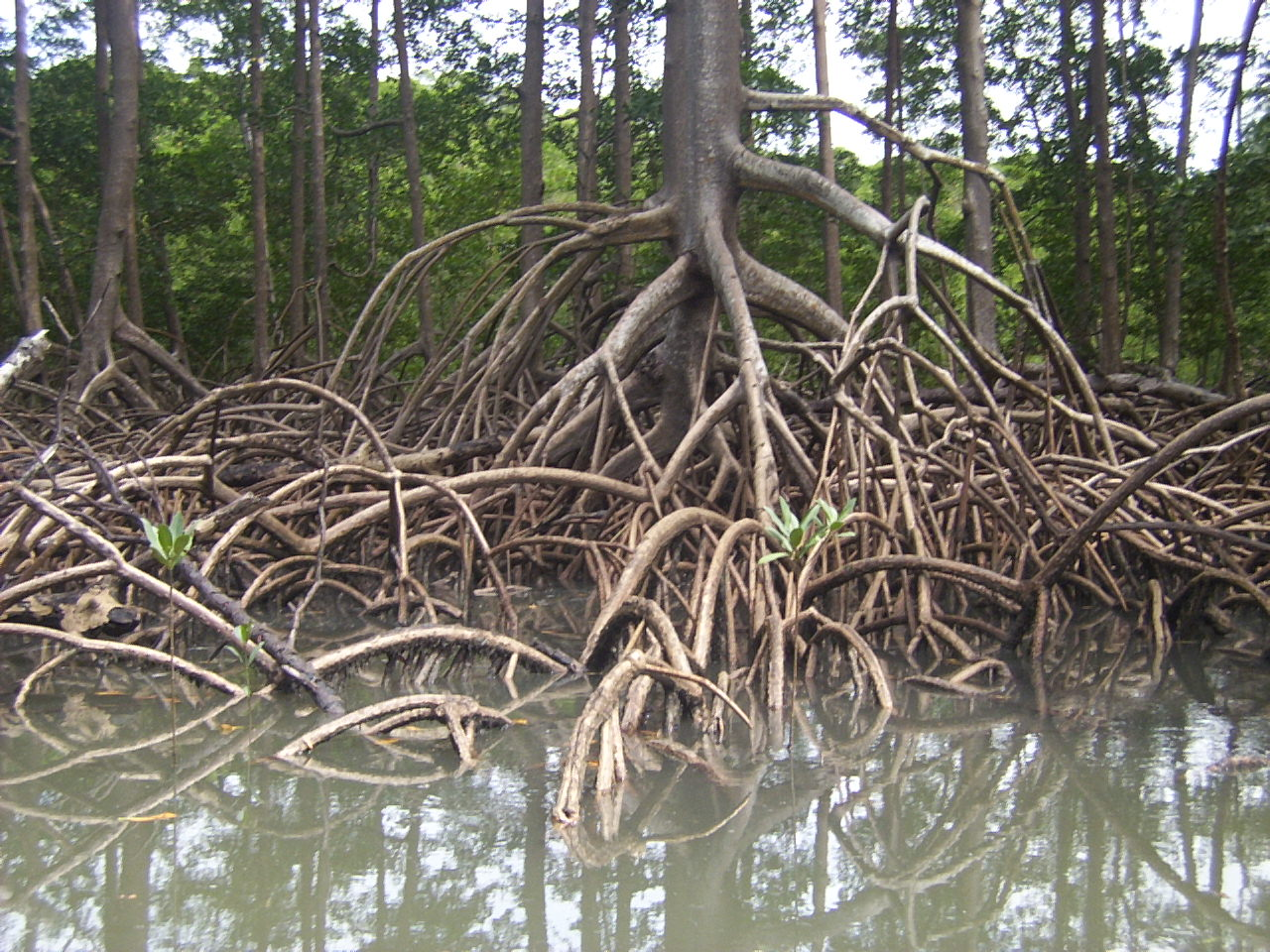
Palétuviers au Brésil

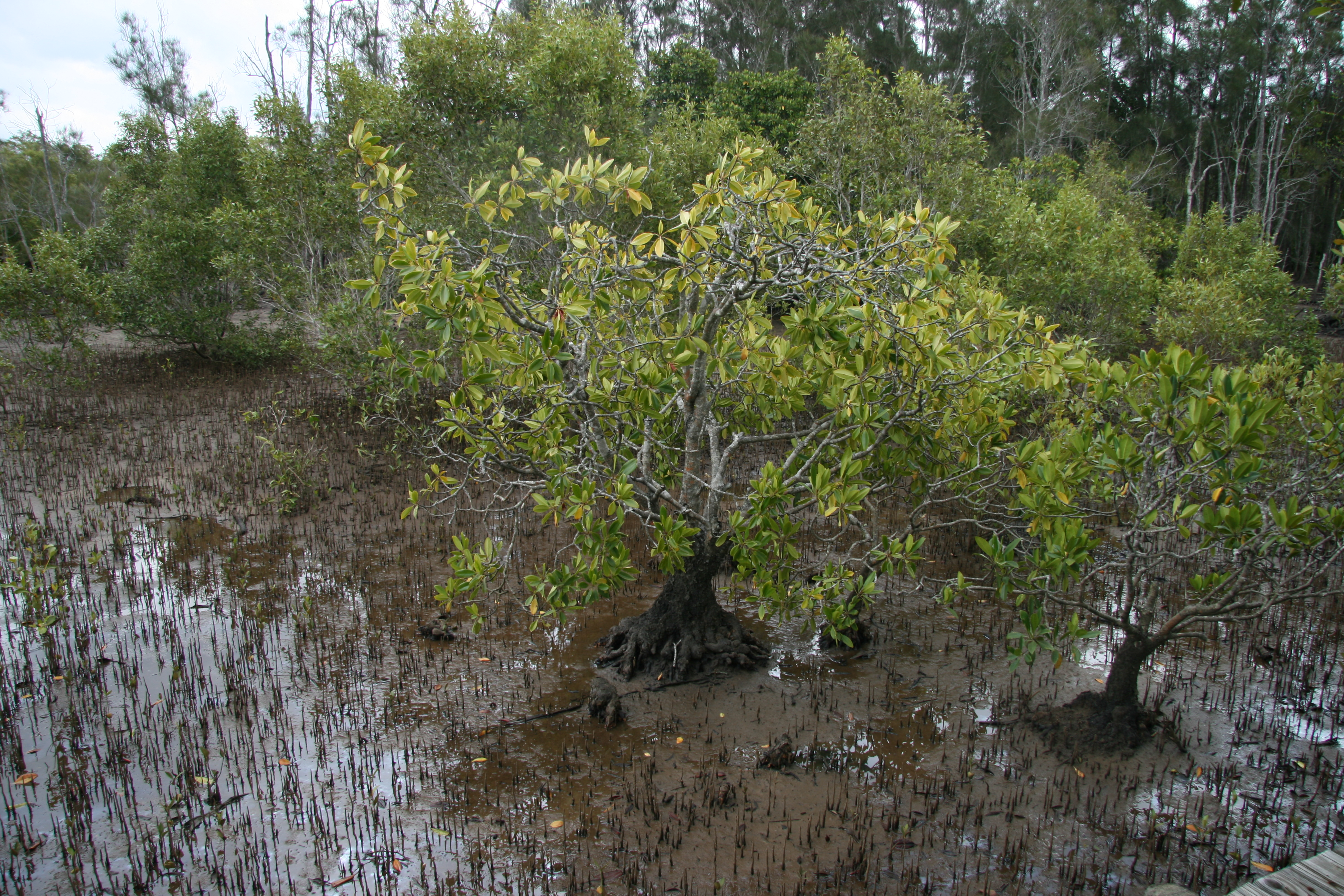
Palétuviers en Australie

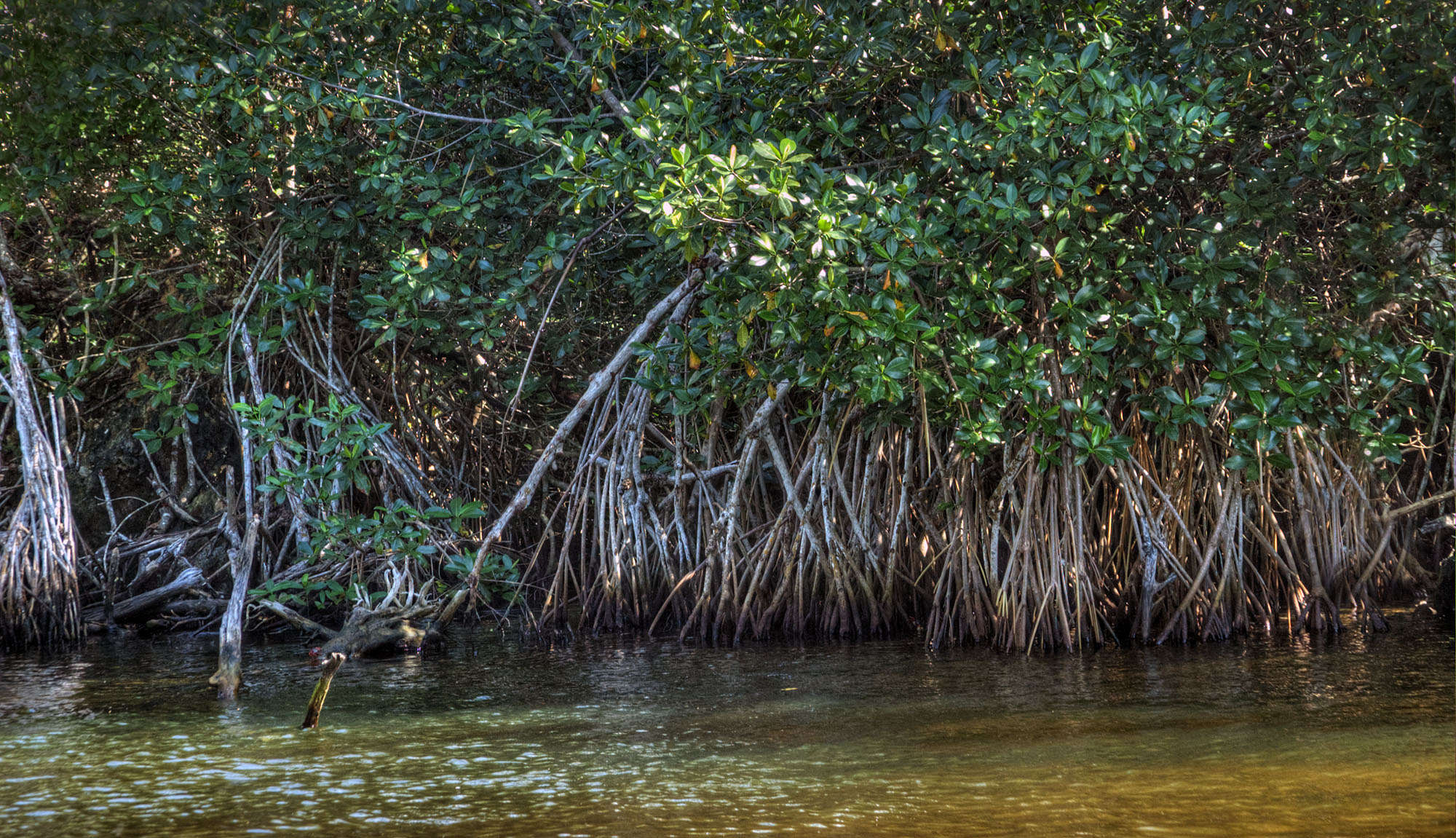
Palétuviers à Cuba

1er couplet
Pedro Hernandez :
L'amour, ce fruit défendu
Vous est donc inconnu ?
Ah ! Cela se peut-il,
Joli petit bourgeon d'avril ?
Honorine Guibert :
Non, je ne l'ai jamais vu,
Jamais vu ni connu…
Mais mon cœur ingénu
Me rattrape et, vois-tu,
Tout le temps perdu !
Pedro :
Ah ! Rien ne vaut pour s'aimer
Les grands palétuviers,
Chère petite chose !
Honorine :
Ah ! Si les palétuviers
Te font tant frétiller,
Je veux bien essayer…
Refrain
Pedro :
Ah ! Viens sous les pa…
Honorine :
Je viens sous les pa,
Je te suis de ce pas…
[variante :
Je viens de ce pas
Et je vais pas à pas…]
Pedro :
Ah ! Suis-moi, veux-tu…
Honorine :
Je n'suis pas têtue
Sous les beaux palétu…
Pedro :
Viens sans sourciller !
Allons gazouiller
Sous les palétuviers…
Honorine :
Ah oui ! Sous les pa-pa-pa-pa,
Les pa-pa, les tu-tu,
Sous les palétuviers !
Pedro :
Ah ! Je te veux sous les pa,
Je te veux sous les lé,
Les palétuviers roses…
Pedro et Honorine :
Aimons-nous sous les pa-tu,
Prends-moi sous les laitues,
Aimons-nous sous l'évier !
2e couplet
Pedro :
Ah ! Ton cœur me semble encore
Hésiter, cher trésor
Mais je peux [variante : veux] tout oser
Pour un p'tit, tout petit baiser…
Honorine :
Un vertige m'éblouit,
Un baiser, c'est exquis…
Mais dès qu'il l'aura pris
Je vais être pour lui
L'objet du mépris !
Pedro :
Non, le mépris, je t'en prie
Ce n'est pas dans mes prix
Car je suis pris, Mignonne !
Honorine :
Mon cœur est tout aux abois,
Je te donne, ô mon roi,
Mon corps au fond des bois !
Refrain
3e couplet
Pedro :
Si je comprends bien,
Pedro et Honorine :
Tu me veux, mon chien,
Sous les grands palé-
… tu viens !

## Reprises
Le titre est repris en 1974 par Marie Laforêt et Alain Weill, et en 1994 par Chanson plus bifluorée.